# Акименко, Вера Васильевна
Вера Васильевна Акименко (род. 1947) — советская колхозница, депутат Верховного Совета СССР.

## Биография
Родилась в 1947 году. Русская. По состоянию на 1974 год — член ВЛКСМ. Образование среднее.
С 1966 года свинарка совхоза им. Ленина Красногвардейского района Адыгейской АО. С 1967 года телятница колхоза «Заветы Ильича» Белореченского района Краснодарского края.
Депутат Совета Союза Верховного Совета СССР 9 созыва (1974—1989) от Апшеронского избирательного округа № 71 Краснодарского края. Член Комиссии по строительству и промышленности строительных материалов Совета Союза.